# Theater Camp
Theater Camp är en amerikansk komedifilm från 2023. Filmen är regisserad av Molly Gordon och Nick Lieberman efter ett manus av Gordon, Lieberman, Ben Platt och Noah Galvin. Filmen är en långfilmsversion av kortfilmen med samma namn från 2020. Will Ferrell har varit producent.
Theater Camp hade sin världspremiär på Sundance Film Festival den 21 januari 2023 och hade premiär i USA den 14 juli 2023.

## Handling
Filmen kretsar kring de bästa vännerna Amos och Rebecca-Diane. De arbetar som dramainstruktörer på ett nedgånget läger i norra delen av delstaten New York. När den inkompetente Troy anländer för att driva anläggningen vidare, går Amos, Rebecca-Diane och produktionsansvarige Glenn samman med personalen för att tillsammans sätta upp ett mästerverk.

## Roller (i urval)
- Molly Gordon – Rebecca-Diane
- Ben Platt – Amos Klobuchar
- Noah Galvin – Glenn Wintrop
- Jimmy Tatro – Troy Rubinsky
- Patti Harrison – Caroline Krauss
- Ayo Edebiri – Janet Walch
- Amy Sedaris – Joan Rubinsky
- Caroline Aaron – Rita Cohen
- Nathan Lee Graham – Clive DeWitt
- Owen Thiele – Gigi Charbonier
- Alan Kim – Alan Park
- Bailee Bonick – Mackenzie Thomas